# حديث قصير

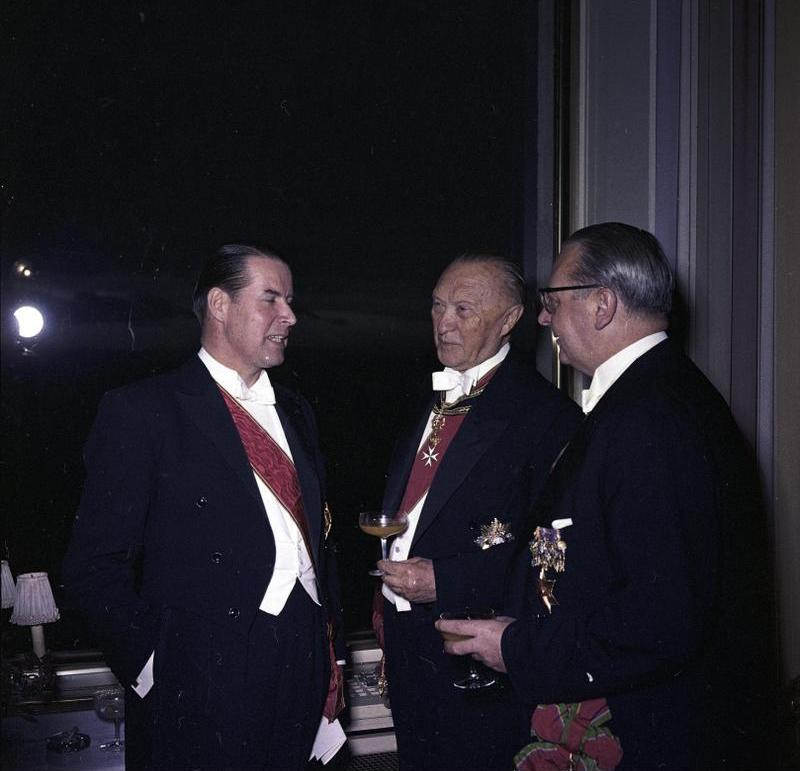
حديث جانبي في سهرة

الحديث الصغير أو الحديث الجانبي أو اللَّغْو أو الدَّردشة أو الكلام السائر هو نوع غير رسمي من الخطاب لا يغطي أي مواضيع وظيفية للمحادثة أو أي معاملات تحتاج إلى معالجة. في جوهرها تعد محادثة مهذبة حول أشياء غير مهمة.
درس ظاهرة الحديث الصغير في البداية في عام 1923 برونسيلاف مالينوفسكي في مقالته «مشكلة المعنى في اللغات البدائية»، الذي صاغ مصطلح «الاتصال الفطري» لوصفها. القدرة على إجراء محادثة قصيرة هي مهارة اجتماعية. ومن ثم، فإن الحديث القصير هو نوع من التواصل الاجتماعي.

## وصلات خارجية
- قائمة المراجع بقلم آن بارون وكلاوس بيتر شنايدر
- نقاش صغير باللغة الإسبانية: دليل المبتدئين نسخة محفوظة 20 ديسمبر 2021 على موقع واي باك مشين.